# Cortes de Coimbra de 1385

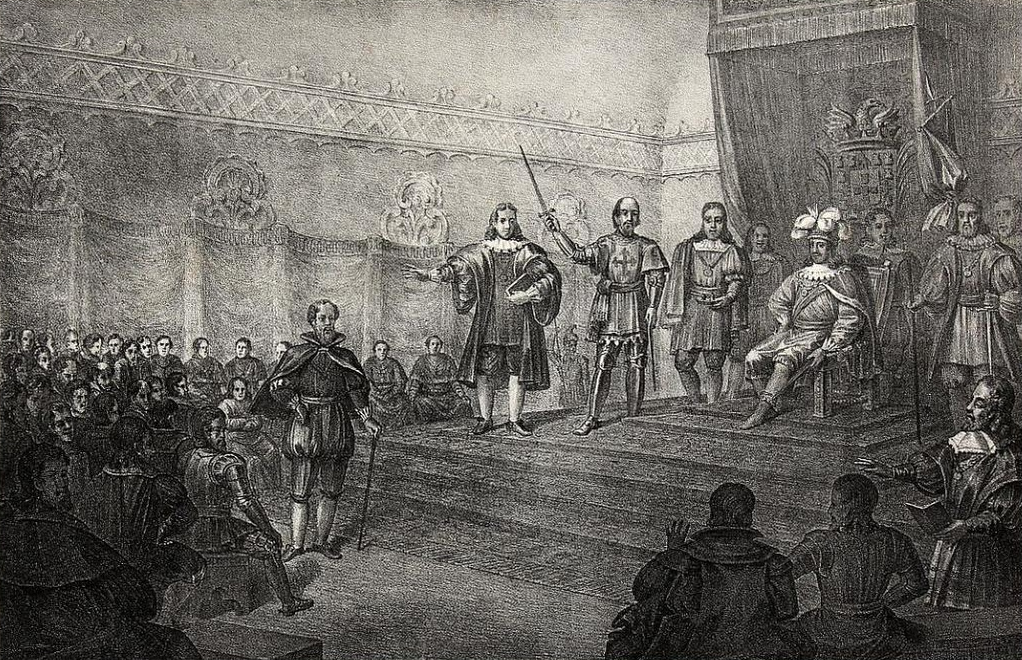
Aclamação de D. João I nas Cortes de Coimbra, em litografia de Maurício José do Carmo Sendim

De acordo com a decisão tomada pelo Mestre de Avis, pelos nobres e representantes do povo reunidos no mosteiro de São Domingos de Lisboa e a conselho de D. Nuno Álvares Pereira, convocou o primeiro, na qualidade de Defensor do Reino, as cortes de Coimbra nos Paços de El-Rei naquela cidade. As cortes começaram em março e terminaram em 6 de abril de 1385 com a aclamação do agora rei D. João I.

## Ordem de trabalhos
- atribuições da coroa;
- o financiamento da guerra:
- a formulação dos capítulos que um dos três estados podia propor à resolução real.

## O Clero, a Nobreza e o Povo
Desses estados, ou estamentos, o clero esteve representado pelo arcebispo de Braga, pelos bispos das principais cidades, pelo prior de Santa Cruz de Coimbra, por dois abades mitrados beneditinos, por Rui Lourenço, deão de Coimbra, e «outros prelados» entre os quais D. João de Ornelas, abade de Alcobaça. A nobreza, por setenta e dois fidalgos e muitos outros cavaleiros e escudeiros. E, como procuradores dos povos, os representantes de trinta e uma vilas e cidades. 

## Enquadramento
Antes de referir o que de fundamental se passou nestas Cortes convém dizer em traços largos qual o panorama político-económico-social do País.
Alguns autores interpretam que os burgueses e os legistas apressaram o desmembramento da nobreza, quando promoveram e orientaram a revolução, aproveitando, ao que parece, uma experiência anterior, vivida escassos anos atrás, aquando dos tumultos de 1372, em que a «arraia-miúda» se manifestou contra o casamento de D. Fernando com D. Leonor Teles. Essa, sim, terá sido a verdadeira rebelião popular espontaneamente surgida, pois o povo não queria ver fortalecida, junto do rei, a posição da nobreza, a que estava ligada a nova rainha. Assim, o movimento dos mesteirais de Lisboa, capitaneado por Fernão Vasques, em 1372, terá ficado na memória da burguesia, mostrando-lhe bem a valia potencial das massas revoltadas, se estas viessem a ser orientadas para lhe servirem de instrumento para a consecução do papel político que era ambicionado pelos armadores e mercadores de Lisboa e do Porto.
Desencadeada essa força, a burguesia irá servir-se dela para se alcandorar, com o Mestre de Avis, à direcção superior do Reino, sendo, para isso, assistida pelos legistas, cujas concepções de Direito romano irão ajudar à consolidação do Estado.
A aceitação de um rei estrangeiro pelos Portugueses mostrava-se difícil.

## Partidos
Formaram-se logo três partidos:

### Partido Legitimista

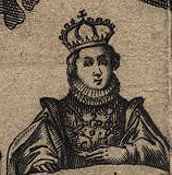
Beatriz de Portugal.

O Partido Legitimista ou partido de Castela, era constituído por grande parte da nobreza que prestou vassalagem a João I de Castela e a D. Beatriz de Portugal como Rei e Rainha e senhores de Portugal (não esteve presente nas Cortes de Coimbra nem nunca tentou realizar quaisquer Cortes em Portugal).

### Partido Legitimista-Nacionalista
O Partido Legitimista-Nacionalista foi um partido político liderado pelos nobres portugueses durante as cortes de Coimbra de 1385, na qual pretendiam encontrar um sucessor para o trono português, deixado vazio após a morte de D. Fernando.
A representar os interesses deste grupo, estava o jovem D. João de Portugal, Duque de Valência de Campos e o seu irmão, D. Dinis, filhos de D. Pedro I e D. Inês de Castro, legitimados através do casamento clandestino.
|                                                |  |                                        |
| João de Portugal, Duque de Valência de Campos. |  | Dinis de Portugal, Senhor de Cifuentes |

Este grupo, não pretendia deixar que o Partido Legitimista, liderado por D. Beatriz de Portugal, chegasse ao trono, uma vez que era casada com D. João I de Castela e poria em causa a independência do reino português, frente à dominação de Castela.
Outro partido, denominado Partido Nacionalista, que defendia a sucessão do trono pelo Mestre de Avis, não era aceite pelos apoiantes de D. João, pois não o viam como real sucessor do trono português, uma vez que era filho bastardo do casamento entre o rei D. Pedro I e D. Teresa Lourenço. 

### Partido Nacionalista

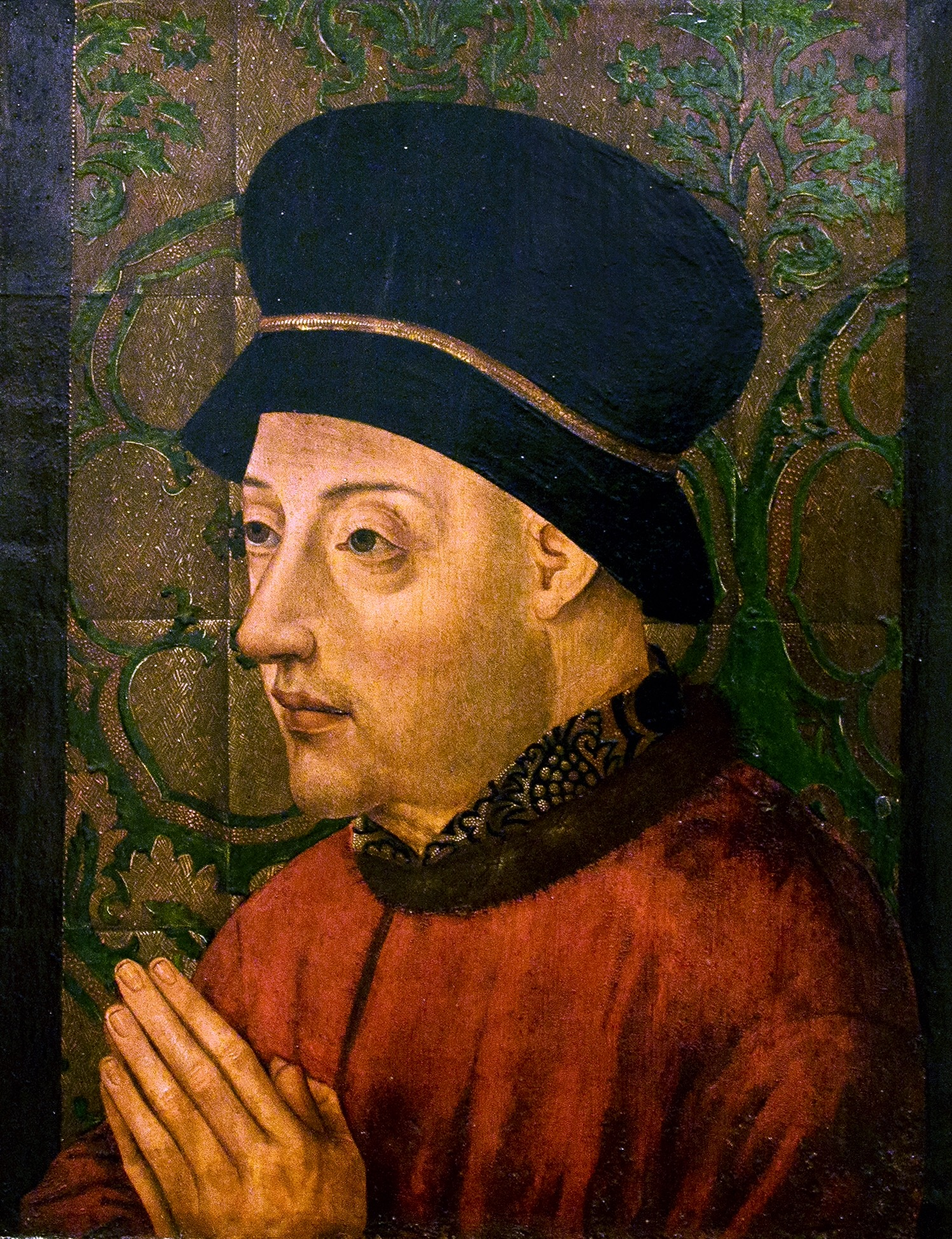
João, Mestre de Avis, eleito rei nas cortes.

O Partido Nacionalista foi o partido comandado por D. João I, o Mestre de Avis, nas cortes de Coimbra de 1385, durante a crise de 1383-1385
Compreendia toda a arraia miúda do reino e foi representado por Álvaro Pais e Nuno Álvares Pereira. Os legistas deste partido eram representados pelo Doutor João das Regras.
Para seus membros, a independência do reino de Portugal estaria na tomada de posse do Mestre de Avis, e não poderiam ser elevados a representantes do reino a D. Beatriz de Portugal nem os infantes D. João e D. Dinis, filhos de D. Pedro I e de Inês de Castro.
A primeira, porque era casada com D. João I de Castela. Os segundos, porque já tinham participado de lutas ao lado dos castelhanos contra o reino de Portugal.

## Decorrer das Cortes
Para seus membros, a independência do reino de Portugal estaria na tomada de posse do Mestre de Avis, e não poderiam ser elevados a representantes do reino a D. Beatriz de Portugal nem os infantes D. João e D. Dinis, filhos de D. Pedro I e de Inês de Castro - a primeira, porque era casada com D. João I de Castela; os segundos, porque já tinham participado de lutas ao lado dos castelhanos contra o reino de Portugal.
No que respeita ao clero, houve no início algumas figuras marcantes, como os bispo de Lisboa, bispo de Coimbra e bispo da Guarda (os dois primeiros, D. Martinho e D. João Cabeça de Vaca, eram castelhanos), que aderiram ao partido do rei de Castela. Mas o mesmo não aconteceu com outros, como o arcebispo de Braga, D. Lourenço Vicente que, sendo partidário da causa nacional, teve uma atitude patriótica ao longo de toda a crise e muito contribuiu para o triunfo final.
Em grande parte, a nobreza desta época alinhou com João I de Castela, que reclamava ser rei e senhor efectivo de Portugal pelo seu casamento com Beatriz e pela renúncia à regência de Leonor Teles de Meneses. Mas houve também fidalgos que tomaram o partido do mestre de Avis. Eram, no entanto, na sua maioria, das mais baixas camadas da nobreza. A única excepção de relevo verificou-se nas Ordens Militares, que se mantiveram quase todas do lado português. Assim, para além do povo e das baixas camadas da nobreza e respectivos homens de armas, o núcleo mais activo com que pôde contar o «Regedor e Defensor do Reino» foi constituído por uma classe média de burgueses e de artesãos.
No entanto nem todos os burgueses estavam de acordo com o célebre Álvaro Pais. Os grandes da cidade de Lisboa, chamados a ratificar a escolha do mestre de Avis para «Regente», mostraram-se hesitantes e tiveram de ser persuadidos pela rudeza do povo personificada num seu representante, o tanoeiro Afonso Anes Penedo.

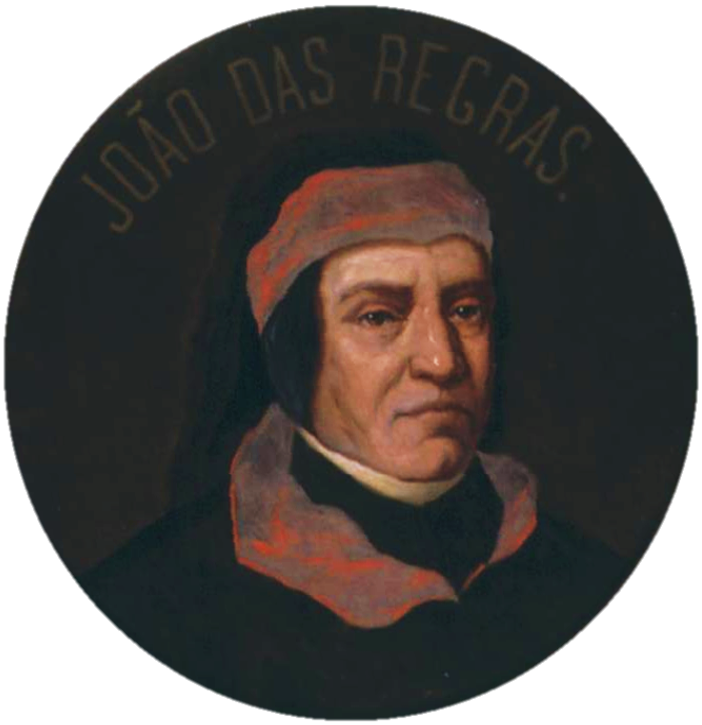
João das Regras, chanceler no reinado de João I.

Abertas as cortes, o dr. João das Regras, notável legista, omitindo o nome do seu candidato, refutou os possíveis direitos daqueles que se apresentavam como pretendentes ao trono de Portugal. Contra Beatriz e João I de Castela, a principal razão invocada foi a quebra pelo rei castelhano do tratado antenupcial de Salvaterra, de março de 1383, e o facto de ser cismático. Mas a despeito de todos os seus argumentos, que visavam demonstrar que o trono estava completamente vago, os seguidores do infante D. João não se deram por vencidos, dizendo que era a ele que o reino pertencia de direito e sem qualquer dúvida. As discussões arrastavam-se, e então, de forma inesperada e arrasadora, o legista exibe e lê a carta em que o Papa Inocêncio VI se tinha recusado a legitimar os filhos do Rei D. Pedro e de D. Inês de Castro, fazendo cessar a oposição por parte de Martim Vasques da Cunha e dos outros apoiantes do infante D. João a que as Cortes elegessem um novo rei. João das Regras propõe então abertamente D. João, Mestre de Avis, para rei de Portugal, o qual é eleito «por unida concordância de todos os grandes e comum povo». Para reforçar a escolha no Mestre de Avis, D. Nuno entra na sala com vários escudeiros bem armados o que reforçou a eleição do Mestre de Avis de forma unânime. Começava assim uma nova dinastia.
Quanto ao «financiamento da guerra», os concelhos autorizaram um «pedido» de 400 000 libras. Seguiram-se os capítulos dos povos, na sua maioria de grande importância, e só a cidade de Lisboa apresentou 36. Os diplomas que despacham os capítulos das cortes têm a data de 10 de abril de 1385.